# This Love (Taylor-Swift-Lied)
This Love (englisch für „diese Liebe“) ist ein Song der US-amerikanischen Popsängerin Taylor Swift.

## Geschichte
This Love erschien erstmals am 27. Oktober 2014 als elfter Track auf Swifts fünften Studioalbum 1989. Das Stück war das einzige Lied auf dem Album, das alleine von Taylor Swift selbst geschrieben worden war. Als Produzent neben Swift fungierte Nathan Chapman. Am 6. Mai 2022 erschien unter dem Titel This Love (Taylor’s Version) eine Neuaufnahme als digitale Single mit Wildest Dreams (Taylor’s Version) auf der B-Seite enthalten. Erste Ausschnitte von This Love (Taylor’s Version) waren bereits im am 5. Mai veröffentlichten Trailer der Serie The Summer I Turned Pretty zu hören.

## Inhalt
Die Ich-Erzählerin beschreibt ihre Beziehung zu ihrem Partner mit einer Metapher von Ebbe und Flut: am sonnigen Tag bringt die Flut ihn zurück in ihr Leben, aber wenn es düster wird, entschwindet er wieder mit der Flut (vgl. erste Strophe). Doch die Ich-Erzählerin weiß, dass die Beziehung sie dauerhaft kennzeichnet und etwas besonderes ist (This love left a permanent mark / This love is glowing in the dark). Und auch wenn die Beziehung zu Ende ist und die Ich-Erzählerin die Nacht freudig mit jemand anderem verbringt, flimmert in ihr immer noch die Liebe für den Anderen. Sie weiß, dass sie die Hand ihres Schwarms loslassen musste und ihn sie verlassen sah, doch sie weiß auch, dass er das im jugendlichen Überdruss tat und wieder zu ihr und damit zu dem zurückkehren wird, was er wirklich braucht. (When you’re young, you just run / But you come back to what you need). Damit hatte ihre Liebe gute und schlechte Zeiten, doch er kehrte zurück, weil es immer noch Liebe war.

„This love is good, this love is bad

This love is alive from the dead, oh-oh, oh

These hands, had to led it go free, and

But this love came back to me, oh-oh, oh

Oh-oh, oh, oh-oh, oh“

## Mitwirkende
| Originalversion: - Songwriting – Taylor Swift - Musikproduzenten – Nathan Chapman, Taylor Swift - Production Coordination – Jason Chapman - Gesang – Taylor Swift - Akustische Gitarre – Taylor Swift - E-Gitarre, Bassgitarre, Schlagzeug, Tontechniker – Nathan Chapman - Abmischung – John Hanes - Mastering – Tom Coyne - Tonstudios – Pain in the Art Studio (Nashville; Aufnahme), Mixstar Studios (Virginia Beach; Abmischung), Sterling Sound (New York; Mastering) - Musiklabel – Big Machine Records - Musikverlag – Sony Music Publishing - Urheberrechte – Taylor Swift Music (verwertet durch BMI) | Taylor’s Version: - Songwriting – Taylor Swift - Musikproduzent – Christopher Rowe, Taylor Swift - Gesang – Taylor Swift - Akustische Gitarre – Mike Meadows - E-Gitarre – Paul Sidoti - Bassgitarre – Amos Heller - Schlagzeug – Matt Billingslea - Tontechniker – Bryce Bordon, Derek Garten, Dan Burns (Assistenz) - Tontechniker (für die Gesangsaufnahme) – Christopher Rowe - Aufnahmeleiter – David Payne, Lowell Reynolds (Assistenz) - Bearbeitung – Lowell Reynolds, Derek Garten - Abmischung – Serban Ghenea - Musiklabel – Republic Records - Tonstudios, Musikverlag, Urheberrechte – unbekannt |

## Kommerzieller Erfolg

### Originalversion
| Land/Region               | Auszeichnungen für Musikverkäufe (Land/Region, Auszeichnung, Verkäufe) | Verkäufe  |
| ------------------------- | ---------------------------------------------------------------------- | --------- |
| Australien (ARIA)         | Gold                                                                   | 35.000    |
| Vereinigte Staaten (RIAA) | Platin                                                                 | 1.000.000 |
| Insgesamt                 | 1× Gold · 1× Platin ·                                                  | 1.000.000 |

Hauptartikel: Taylor Swift/Auszeichnungen für Musikverkäufe/Lieder

### Taylor’s Version
Am Erscheinungstag belegte This Love (Taylor’s Version) mit 1,7 Millionen Streams Platz 8 der Spotify-Charts in den USA und mit 4,3 Millionen Streams Platz 25 der globalen Spotify-Charts. In Großbritannien belegte der Song am 6. Mai 2022 Platz 8, in Deutschland Platz 78, in der Schweiz Platz und in Österreich Platz 93 der täglichen Spotify-Charts.
| ChartsChartplatzierungen       | Höchstplatzierung | Wochen |
| ------------------------------ | ----------------- | ------ |
| Vereinigte Staaten (Billboard) | 42 (2 Wo.)        | 2      |
| Vereinigtes Königreich (OCC)   | 42 (1 Wo.)        | 1      |

| Land/Region                  | Auszeichnungen für Musikverkäufe (Land/Region, Auszeichnung, Verkäufe) | Verkäufe |
| ---------------------------- | ---------------------------------------------------------------------- | -------- |
| Australien (ARIA)            | Platin                                                                 | 70.000   |
| Brasilien (PMB)              | Gold                                                                   | 20.000   |
| Neuseeland (RMNZ)            | Gold                                                                   | 15.000   |
| Vereinigtes Königreich (BPI) | Silber                                                                 | 200.000  |
| Insgesamt                    | 1× Silber · 2× Gold · 1× Platin ·                                      | 305.000  |

Hauptartikel: Taylor Swift/Auszeichnungen für Musikverkäufe/Lieder